# ОД (серия домов)
ОД — советский проект панельных домов индустриального домостроения.

## Описание
Фактически серия ОД является переработанным московским проектом К-7. Толщина перегородок — всего 4 сантиметра. Высота потолков — 2,5 м. Квартиры 1-, 2- и 3-комнатные; комнаты площадью 11,5-18 м2, кухня 6,7 м2, санузел раздельный или совмещённый, материал пола — линолеум.
В 2- и 3-комнатных квартирах есть смежные комнаты. Общая площадь 1-комнатной квартиры — 29,7 м2, 2-комнатной — 39,9 м2, 3-комнатной — 62,3 м2. Балконы и лоджии отсутствуют, однако несколько домов на Народной улице построены с балконами в одном из торцов. На петербургском рынке дома серии ОД считаются самыми худшими панельными зданиями — серию характеризуют тесные санузлы, плохая звукоизоляция. 
Строительство домов серии ОД велось Обуховским ДСК-2 с 1959 по 1963 год. В основном дома серии распространены в Невском районе, несколько домов построено в районе станции метро «Волковская» и в Калининском районе. Кварталы, где построены дома серии ОД, подлежат реновации. Также 5 домов построено в Саратове, все они либо снесены, либо заброшены.
В 1964 году на Народной улице были построены два девятиэтажных дома из панелей серии ОД. Первые два этажа нежилые (первый этаж отдан под коммерцию, второй — технический, местами также коммерческого назначения), на этаже расположено по 3 квартиры. Лифт и мусоропровод расположены между этажами (изначально были установлены лифты завода ЦРМЗ с распашными дверями, в 2006 году в обоих домах заменены на стандартные с автоматическими дверями). Имеется подвал, который в одном из домов затоплен.
В 1994—1996 годах дом серии ОД-6 на улице Бабушкина был реконструирован необычным образом: 5-этажное панельное здание было прикрыто 9-этажным кирпичным. При реконструкции здания ширина дома увеличена на 2,5 м, повышена этажность, устроены тёплые чердаки, мусоропроводы и лифты. На 1—5 этажах произведена перепланировка квартир: увеличена площадь комнат до 19 м2, кухонь до 10—12 м2, в ванных комнатах появилось место для стиральной машины. Полы в квартирах паркетные, стены и полы санузлов облицованы плиткой. Усилены железобетонные панели и перекрытия существующего здания по звукоизоляции. Реконструкцию проводил Ленстройтрест № 5.

### Типовые проекты
- ОД-4 — 4 секции, 60 квартир (однокомнатных — 10, двухкомнатных — 40, трёхкомнатных — 10);
- ОД-6 — 6 секции, 90 квартир (однокомнатных — 15, двухкомнатных — 60, трёхкомнатных — 15).
- Э4-58 — общежития гостиничного типа на 795 мест. Выстроено 2 здания в Сестрорецке на улице Борисова и 4 на бульваре Красных Зорь. Некоторые здания используются как жилые дома с коммунальными квартирами или как гостиницы.

### Фотогалереи и базы данных
- Список домов проекта ОД. Дата обращения: 23 сентября 2021. Архивировано 14 июня 2021 года.
  - Список домов проекта ОД-4. Дата обращения: 23 сентября 2021. Архивировано 15 августа 2021 года.
  - Список домов проекта ОД-6. Дата обращения: 23 сентября 2021. Архивировано 16 августа 2021 года.
  - Список домов проекта Э4-58. Дата обращения: 23 сентября 2021. Архивировано 16 апреля 2021 года.